# Anomala pleurimargo
Anomala pleurimargo är en skalbaggsart som beskrevs av Edmund Reitter 1903. Anomala pleurimargo ingår i släktet Anomala och familjen Rutelidae. Inga underarter finns listade i Catalogue of Life.